# Terre Rouge
Koordinaten: 20° 8′ S, 57° 32′ O
Terre Rouge ist eine Ortschaft („Village“) im Norden von Mauritius. Sie ist Teil des Distrikts Pamplemousses und gehört administrativ zur Village Council Area (VCA) Terre Rouge. Bei der Volkszählung 2011 hatte der Ort 10.760 Einwohner.
An der Autobahn Richtung Pamplemousses liegt der Bois Marchand Cemetery. Der 400 Arpents große Friedhof wurde 1866 angelegt, um die Opfer einer Malaria-Epidemie aufzunehmen. Auf dem Friedhof erinnert ein Kenotaph in Form eines Obelisken an die Opfer des Zyklons in Mauritius 1892, der in Anwesenheit von Gouverneur Hubert Jerningham eingeweiht wurde. Ein gleichartiges Denkmal befindet sich auf dem Ostfriedhof von Port Louis. Außerdem befindet sich auf dem Friedhof ein Grab aus dem Jahr 1858 genannt dargah. Begraben ist Pir Jahangeer, der als heiliger Mann verehrt wird.
Auf der anderen Seite der Autobahn befindet sich der Friedhof der chinesischen Minderheit.
Der Shri Kisnamoorty Draupadi Amen Tempel (auch nach dem Namen des Erbauers Sinatambou-Tempel genannt) aus dem Jahr 1845 ist der älteste hinduistische Tempel der Insel.
An weiterführenden Schulen bestehen die Terre Rouge State Secondary School und die Professor Hassan Raffa State Secondary School.
Die katholische Kirche St. Joseph außerhalb von Terre-Rouge an der A4 Richtung Arsenal wurde 1922 geweiht. An gleicher Stelle hatte sich bereits eine Vorgängerkirche befunden. Diese wurde beim Zyklon in Mauritius 1892 zerstört. Zur Pfarrei St. Joseph gehört noch die Kapelle Chapelle Notre-Dame-de-l’Espérance in Solitude.

## Persönlichkeiten
- Nando Bodha (* 1954), Politiker